# Brendon Hackwill
Brendon Hackwill, né le 9 mai 1942 et décédé le 3 août 1995, est un ancien joueur australien de basket-ball et de football australien.